# Sympherobius fuscescens
Sympherobius fuscescens là một loài côn trùng trong họ Hemerobiidae thuộc bộ Neuroptera. Loài này được Wallengren miêu tả năm 1863.